# Bathyhedylidae
Bathyhedylidae zijn een familie van weekdieren uit de klasse van de Gastropoda (slakken).

## Geslacht
- Bathyhedyle Neusser, Jörger, Lodde-Bensch, E. E. Strong & Schrödl, 2016